# Pilosocereus
Pilosocereus är ett suckulent växtsläkte inom familjen kaktusar.

## Beskrivning
Pilosocereus består av 45 arter. De är oftast blåaktiga, kolonnlika och har filtade taggar i toppen. Dess blommor är trattlika, slår ut om natten och finns i ett antal varierande färger. Blomningen sker om natten och sprider en mycket stark doft, men varar endast ett dygn. Den efterkommande frukten är lila- och grönfärgad.

## Förekomst
Släktet pilosocereus kommer ursprungligen från Central- och norra Sydamerika.

## Odling
Pilosocereus trivs bäst i direkt sol och är frostkänsliga. En poröst väldränerad jord med mycket näring i är att föredra. Mycket vatten från vår till höst, men betydligt mindre under vintern då plantan bör placeras på en svalare plats.  Pilosocereus förökas lämpligast från frön på våren.

## Referenser

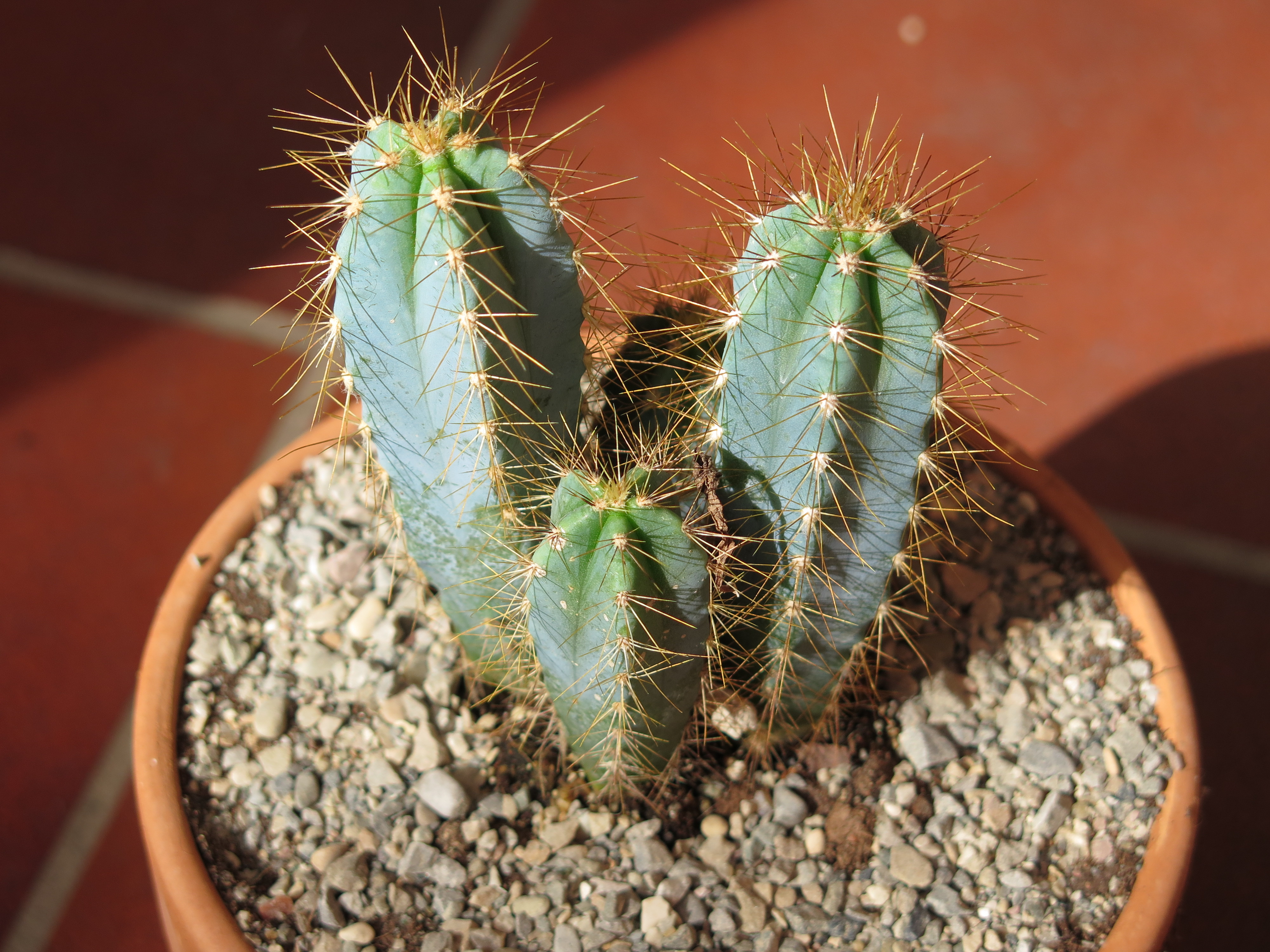
Pilosocereus azureus